# Strada M10
La strada M10 (in ucraino Автошлях M11?, Avtošljak M11) è una strada ucraina che unisce la città di Leopoli alla frontiera polacca. Oltre il confine continua come Autostrada A4.
Forma parte delle strada europea E40.